# Роберто Феррейро
Роберто Феррейро (ісп. Roberto Ferreiro, 25 квітня 1935, Авельянеда — 20 квітня 2017) — аргентинський футболіст, що грав на позиції захисника. По завершенні ігрової кар'єри — тренер.
Найбільших досягнень здобув із «Індепендьєнте» (Авельянеда), з яким спочатку був триразовим чемпіоном Аргентини та дворазовим володарем Кубка Лібертадорес як гравець, а потім і володарем Кубка Лібертадорес та Міжконтинентального кубка як головний тренер. Також виступав за національну збірну Аргентини, з якою був учасником чемпіонату світу та Південної Америки.

## Клубна кар'єра
У дорослому футболі дебютував 1958 року виступами за команду «Індепендьєнте» (Авельянеда), в якій провів дев'ять сезонів, взявши участь у 221 матчі у аргентинській Прімері. За цей час гри він тричі виграв національний чемпіонат. У 1960 році він святкував перше чемпіонство, тоді лідерами команди були Рауль Бернао і Давід Асеведо, в гонитві за титулом команда обійшла «Рівер Плейт». Другий чемпіонат з «Індепендьєнте» Феррейро виграв три роки по тому, в 1963 році, коли після фінального туру команда посіла перше місце в таблиці з перевагою в два очки над «Рівер Плейт», як і три роки раніше.

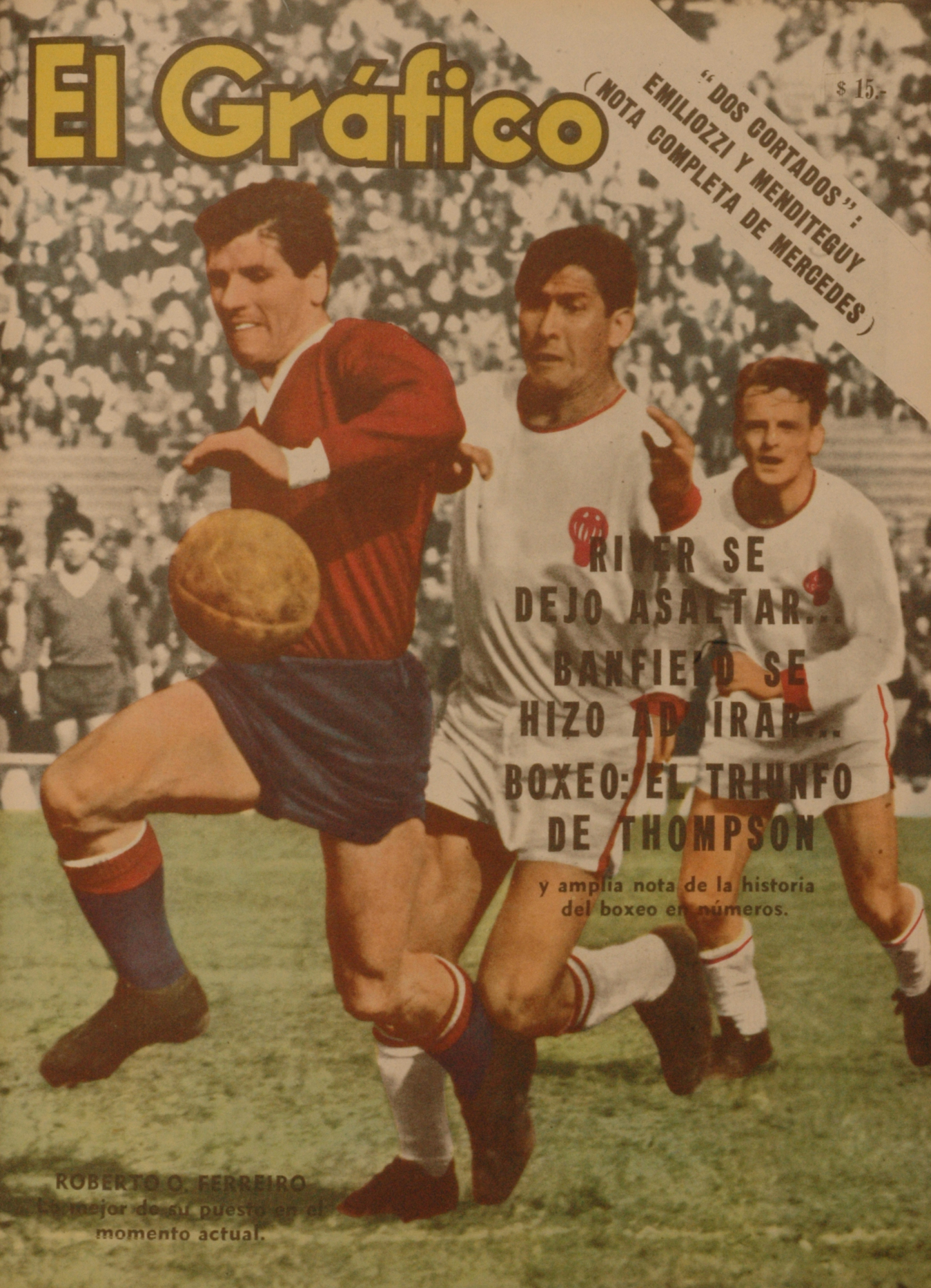
Роберто Феррейро під час виступів за «Індепендьєнте». 1963 рік.

На міжнародній арені «Індепендьєнте» з Феррейро показували високі результати. Команда тренера Мануеля Джудіче перемогла в Кубку Лібертадорес 1964. «Індепендьєнте» виявився першим у груповому раунді, обійшовши перуанський «Альянса Ліма» і колумбійський «Мільонаріос», у півфіналі він здолав минулорічного переможця «Сантос» з Пеле у складі. У фіналі «Індепендьєнте» зустрівся з уругвайським «Насьйоналем». Перший матч закінчився нульовою нічиєю, матч-відповідь з мінімальним рахунком виграв «Індепендьєнте», єдиний гол забив Маріо Родрігес, ця перемога стала першою для клубу в Кубку Лібертадорес. Роберто Феррейро виходив на поле в двох останніх іграх і зробив свій внесок — його гра дозволила «Індепендьєнте» залишити ворота сухими в обох матчах фіналу. У наступному 1965 році «Індепендьєнте» виграв трофей вдруге поспіль. У фіналі його знову очікував уругвайський клуб, цього разу «Пеньяроль». Після першої перемоги з мінімальним рахунком «Індепендьєнте» зазнало поразки 3:1 у другому матчі, але за тогочасним регламентом за такого результату призначався третій матч, який аргентинська команда виграла з рахунком 4:1. Роберто Феррейро грав у всіх трьох матчах фіналу. З двома перемогами в Кубку Лібертадорес «Індепендьєнте» також мав право на участь в Міжконтинентальному кубку, але обидва рази програв переможцю Кубка європейських чемпіонів, міланському «Інтернаціонале».
Після введення в аргентинському чемпіонаті формату Апертури і Клаусури, «Індепендьєнте» завоював чемпіонство в 1967 році, також з перевагою в два очки вже над «Естудіантесом». Це була остання перемога Роберто Феррейро в чемпіонаті, оскільки по завершенні сезону він покинув клуб і приєднався до «Рівер Плейта», де грав до 1970 року. За три роки він зіграв 86 матчів за столичний клуб.
Завершив ігрову кар'єру у команді «Мільйонаріос» з Боготи, Колумбія, за яку виступав протягом сезону 1971 року, зігравши всього десять матчів.

## Виступи за збірну
1962 року дебютував в офіційних матчах у складі національної збірної Аргентини. Наступного року брав участь у чемпіонаті Південної Америки 1963 року у Болівії, в якому Аргентина посіла третє місце після господарів Болівії та Парагваю. Феррейро зіграв у двох матчах — проти Еквадору та Болівії.
Згодом у складі збірної був учасником чемпіонату світу 1966 року в Англії, де зіграв у всіх чотирьох матчах з: Іспанією, Західною Німеччиною і Швейцарією у групі та у чвертьфіналі з Англією, який команда програла 0:1 і покинула турнір. Цей матч став останнім для Роберто за збірну.
Всього протягом кар'єри у національній команді, яка тривала 5 років, провів у її формі 20 матчів.

## Кар'єра тренера
Розпочав тренерську кар'єру невдовзі по завершенні кар'єри гравця, 1973 року, очоливши тренерський штаб клубу «Індепендьєнте» (Авельянеда), з яким того ж року виграв Міжконтинентальний кубок, а наступного і Кубок Лібертадорес.
В подальшому очолював низку посередніх аргентинських клубів, але серйозних результатів не здобував. Останнім місцем тренерської роботи був клуб «Арсенал» (Саранді), головним тренером команди якого Роберто Феррейро був з 1997 по 1998 рік.
Помер 20 квітня 2017 року на 82-му році життя.

## Титули і досягнення

### Як гравця
- Чемпіон Аргентини (3):

«Індепендьєнте»: 1960, 1963, 1967
- Володар Кубка Лібертадорес (2):

«Індепендьєнте»: 1964, 1965
- Бронзовий призер Чемпіонату Південної Америки: 1963

### Як тренера
- Володар Кубка Лібертадорес (1):

«Індепендьєнте»: 1974
- Володар Міжконтинентального кубка (1):

«Індепендьєнте»: 1973